# Байрон Бітц
Байрон Бітц (англ. Byron Bitz, нар. 21 липня 1984, Саскатун) — канадський хокеїст, що грав на позиції крайнього нападника.

## Ігрова кар'єра
Хокейну кар'єру розпочав 2000 року.
2003 року був обраний на драфті НХЛ під 107-м загальним номером командою «Бостон Брюїнс». 
Протягом професійної клубної ігрової кар'єри, що тривала 6 років, захищав кольори команд «Флорида Пантерс», «Бостон Брюїнс» та «Ванкувер Канакс».
Загалом провів 103 матчі в НХЛ, включаючи 6 ігор плей-оф Кубка Стенлі.

## Статистика
| Сезон        | Клуб                      | Ліга         | Регулярний сезон | Регулярний сезон | Регулярний сезон | Регулярний сезон | Регулярний сезон | Плей-оф | Плей-оф | Плей-оф | Плей-оф | Плей-оф |
| Сезон        | Клуб                      | Ліга         | І                | Г                | П                | О                | ШХ               | І       | Г       | П       | О       | ШХ      |
| ------------ | ------------------------- | ------------ | ---------------- | ---------------- | ---------------- | ---------------- | ---------------- | ------- | ------- | ------- | ------- | ------- |
| 2000–01      | «Саскатун ААА контактс»   | SMBHL        | 40               | 17               | 35               | 52               | 32               | —       | —       | —       | —       | —       |
| 2001–02      | «Саскатун ААА контактс»   | SMHL         | 41               | 25               | 48               | 73               | 69               | 11      | 12      | 10      | 22      | 9       |
| 2002–03      | «Нанаймо Кліпперс»        | БКХЛ         | 58               | 27               | 46               | 73               | 69               | —       | —       | —       | —       | —       |
| 2003–04      | Корнелльський університет | НКАА         | 31               | 5                | 16               | 21               | 36               | —       | —       | —       | —       | —       |
| 2004–05      | Корнелльський університет | НКАА         | 29               | 5                | 10               | 15               | 20               | —       | —       | —       | —       | —       |
| 2005–06      | Корнелльський університет | НКАА         | 35               | 10               | 18               | 28               | 52               | —       | —       | —       | —       | —       |
| 2006–07      | Корнелльський університет | НКАА         | 29               | 8                | 16               | 24               | 49               | —       | —       | —       | —       | —       |
| 2007–08      | «Провіденс Брюїнс»        | АХЛ          | 61               | 13               | 14               | 27               | 70               | 10      | 1       | 1       | 2       | 6       |
| 2008–09      | «Провіденс Брюїнс»        | АХЛ          | 37               | 3                | 7                | 10               | 68               | —       | —       | —       | —       | —       |
| 2008–09      | «Бостон Брюїнс»           | НХЛ          | 35               | 4                | 3                | 7                | 18               | 5       | 1       | 1       | 2       | 2       |
| 2009–10      | «Бостон Брюїнс»           | НХЛ          | 45               | 4                | 5                | 9                | 31               | —       | —       | —       | —       | —       |
| 2009–10      | «Флорида Пантерс»         | НХЛ          | 7                | 1                | 1                | 2                | 2                | —       | —       | —       | —       | —       |
| 2011–12      | «Чикаго Вулвс»            | АХЛ          | 24               | 2                | 7                | 9                | 11               | 3       | 0       | 1       | 1       | 2       |
| 2011–12      | «Ванкувер Канакс»         | НХЛ          | 10               | 1                | 3                | 4                | 14               | 1       | 0       | 0       | 0       | 15      |
| Усього в НХЛ | Усього в НХЛ              | Усього в НХЛ | 97               | 10               | 12               | 22               | 65               | 6       | 1       | 1       | 2       | 17      |